# Lufttanklager Loccum

Die Stichstrecke (rot markiert) zum Lufttanklager (obere linke Bildecke) zweigte von der ehemaligen Bahnstrecke Stadthagen-Stolzenau (blau markiert) ab.

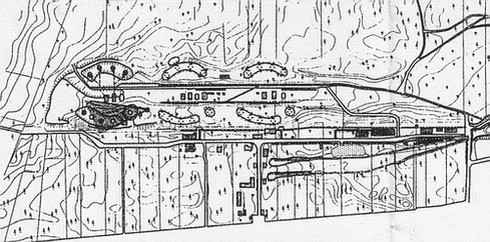

Das Lufttanklager Loccum war ein Tanklager in der Loccumer Heide in Niedersachsen. Mit dem Bau wurde 1939, unmittelbar nach Beginn des Zweiten Weltkriegs, begonnen. Die Bauwerke wurden ab 1940 errichtet, die Treibstofftanks allerdings nicht mehr in der zuvor geplanten Anzahl. Aufgabe der Lufttanklager war die Bevorratung von Treib- und Schmierstoffsorten, hauptsächlich für den Bedarf der fliegenden Verbände der Luftwaffe.
Für den Gütertransport gab es eine rund 5 km lange Stichstrecke von der Bahnstrecke Stadthagen–Stolzenau; der Abzweig war kurz hinter dem Bahnhof Münchehagen in Richtung Loccum.
Bei Ilvese wurde nach 1940 an der Weser mit dem Bau eines Ölhafens begonnen. Er wäre über eine rund 6 km lange Pipeline mit dem Tanklager verbunden worden. Das Hafenbecken, Schutzdeiche und einzelne Betriebsgebäude sind zwar noch gebaut worden, ein Durchstich zur Weser fand aber nicht mehr statt.
1947 wurden die Treibstofftanks durch das britische Militär gesprengt.
Ab 1960 wurde das Gelände von der Bundeswehr benutzt.
Seit 1997 werden Teile des Geländes zivil genutzt, lediglich das nördliche Teilgebiet wird weiterhin militärisch als Standortübungsplatz verwendet (u. a. als Außenlandeplatz der Heeresfliegerwaffenschule in Bückeburg).